# 10138 Ohtanihiroshi
A 10138 Ohtanihiroshi (ideiglenes jelöléssel 1993 SS1) a Naprendszer kisbolygóövében található aszteroida. K. Endate és  Vatanabe Kazuró fedezte fel 1993. szeptember 16-án.